# Lagenaria
Genre
Lagenaria est un genre de plante à fleurs la famille des Cucurbitacées donnant des courges, également connu sous le nom de gourde.
Le genre est composé d'au moins sept espèces de lianes dont la plus connue est la calebasse (Lagenaria siceraria).

## Utilisations

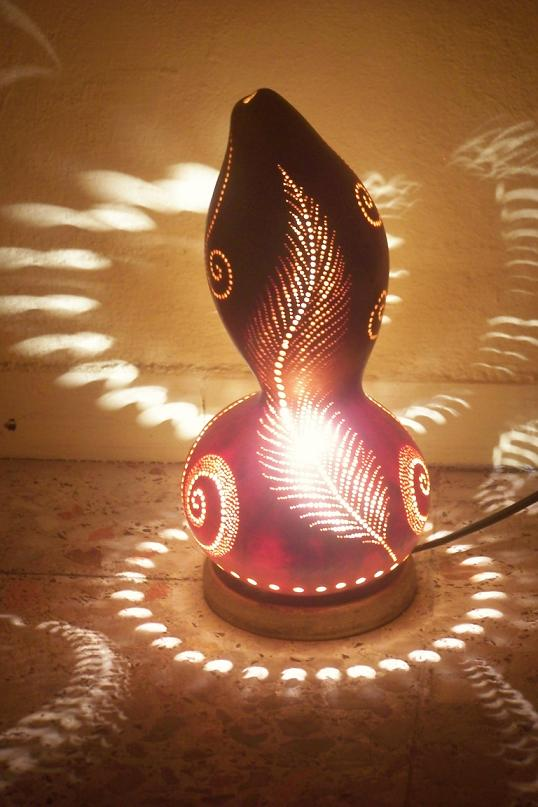
Calebasse utilisée comme lampe.

Son fruit peut être récolté jeune et utilisé comme légume ou récolté mûr, séché et utilisé comme une bouteille ou un ustensile de cuisine ou de décoration.

## Liste d'espèces
Selon Catalogue of Life (12 mars 2021) :
- Lagenaria abyssinica
- Lagenaria breviflora
- Lagenaria guineensis
- Lagenaria rufa
- Lagenaria siceraria
- Lagenaria sphaerica

Selon GRIN (9 juillet 2014) :
- Lagenaria abyssinica (Hook. f.) C. Jeffrey
- Lagenaria breviflora (Benth.) Roberty
- Lagenaria rufa (Gilg) C. Jeffrey
- Lagenaria siceraria (Molina) Standl.
- Lagenaria sphaerica (Sond.) Naudin

Selon ITIS (9 juillet 2014) :
- Lagenaria siceraria (Molina) Standl.

Selon NCBI (9 juillet 2014) :
- Lagenaria breviflora
- Lagenaria guineensis
- Lagenaria rufa
- Lagenaria siceraria
- Lagenaria sphaerica

Selon The Plant List (9 juillet 2014) :
- Lagenaria abyssinica (Hook.f.) C.Jeffrey
- Lagenaria breviflora (Benth.) Roberty
- Lagenaria guineensis (G.Don) C.Jeffrey
- Lagenaria rufa (Gilg) C.Jeffrey
- Lagenaria siceraria (Molina) Standl.
- Lagenaria sphaerica (Sond.) Naudin

Selon Tropicos (9 juillet 2014) (Attention liste brute contenant possiblement des synonymes) :
- Lagenaria abyssinica (Hook. f.) C. Jeffrey
- Lagenaria angolensis Naudin
- Lagenaria bicornuta Chakrav.
- Lagenaria breviflora Roberty
- Lagenaria guineensis C. Jeffrey
- Lagenaria idolatrica (Willd.) Ser. ex Cogn.
- Lagenaria leucantha Rusby
- Lagenaria mascarena Naudin
- Lagenaria microcarpa Naudin
- Lagenaria rufa C. Jeffrey
- Lagenaria sagittata Harv. ex Sond.
- Lagenaria siceraria (Molina) Standl.
- Lagenaria sphaerica (Sond.) Naudin
- Lagenaria vulgaris Ser.